# Guillermo Hernández (labdarúgó)
Guillermo Alejandro Hernández Sánchez (Zacoalco de Torres, 1942. június 25. – ) mexikói válogatott labdarúgó.

## Pályafutása

### Klubcsapatban
1963 és 1967 között a Club Atlas, 1967 és 1969 között a Veracruz játékosa volt. 1969-ben a Club América együtteséhez igazolt, melynek színeiben mexikói bajnoki címert szerzett 1971-ben. 1974 és 1978 között a Club Puebla csapatában játszott.

### A válogatottban
1966 és 1973 között 55 alkalommal szerepelt a mexikói válogatottban és 2 gólt szerzett. Részt vett az 1966-os és a hazai rendezésű 1970-es világbajnokságon, illetve az 1964. évi nyári olimpiai játékokon.

## Sikerei
Club América
- Mexikói bajnok (1): 1970–71
- Mexikói kupa (1): 1973–74

## Külső hivatkozások
- Guillermo Hernández (labdarúgó) – a FIFA adatbázisában
- Guillermo Hernández (labdarúgó) adatlapja a National-Football-Teams.com oldalon (angolul)

- Guillermo Hernández adatlapja a worldfootball.net oldalon (angolul)
- Guillermo Hernández profilja az Olympedia oldalán (angolul)